# Frank Capra
Frank Capra (Palermo, 18. svibnja 1897. - La Quinta, Kalifornija, 3. rujna 1991.), američki filmski redatelj, scenarist i producent.

## Životopis

### Rani život
Rođen kao Francesco Rosario Capra u Bisacquinou, Sicilija, Capra se 1903. s obitelji, ocem Salvatoreom, majkom Rosario Nicolosi, sestrama Giuseppom i Antoniom i bratom Antoniom, preselio u  Sjedinjene Države. U  Kaliforniji su se našli s Benedettom Caprom (najstarijim bratom) i nastanili se u Los Angelesu, Kalifornija, gdje je 1918. Capra diplomirao kemiju na Throop Instituteu. 18. listopada 1918. se pridružio američkoj vojsci. Dok je bio u Presidiju, pokupio je Španjolsku groznicu pa je 13. prosinca otpušten. 1920. je postao naturalizirani državljanin SAD-a, registriravši se kao Frank Russell Capra.

### Filmska karijera
Kao i drugi poznati redatelji tridesetih i četrdesetih godina, i Capra je svoju karijeru započeo u nijemom filmu, obavljajući različite poslove sve dok se nije dokopao redateljske stolice. 1930. je počeo raditi s Marcom Sennettom, a onda se preselio u Columbia Pictures gdje je formirao partnerstvo sa scenaristom Robertom Riskinom i kamermanom Josephom Walkerom. No, 1940. je Riskina u ulozi scenarista zamijenio Sidney Buchman.
Za film iz 1934., Dogodilo se jedne noći, uloge su prvo ponuđene  Robertu Montgomeryju i  Myrni Loy, ali oboje su zaključili kako scenarij nije dovoljno dobar. Loy ga je čak opisala kao jedan od najgorih koji je ikad pročitala, naglasivši kasnije kako se konačna verzija dobrano razlikovala od one koja je dana njoj i Montgomeryju. Nakon nje, uloge su odbile i Miriam Hopkins i Margaret Sullavan. Constance Bennett je pristala, ali uz uvjet da sama producira film. Nakon toga je Bette Davis htjela ulogu, ali je bila pod ugovorom s Warner Brosom., a Jack Warner je odbio posuditi je Columbiji. Capra nije mogao dobiti nijednu glumicu koju je htio za ulogu Ellie Andrews, djelomično zato što nijedna glumica koja drži do sebe nije htjela snimiti film sa samo dva kostima. Harry Cohn je za glavnu žensku ulogu predložio Claudette Colbert. Iako su Capra i Clark Gable uživali snimajući film, Colbert nije. Nakon filma Dogodilo se jedne noći, Capra je režirao niz filmova za Columbiju koji su trebali biti inspirirajući i humani.
Najpoznatiji među njima su Gospodin Deeds ide u grad, originalni Izgubljeni horizont, U grob ništa ne nosiš, Gospodin Smith ide u Washington i Divan život. Njegova desetogodišnja stanka od screwball komedije završila je s komedijom Arsen i stare čipke. Među glumcima koji Capri duguju puno za svoj uspjeh su Gary Cooper, Jean Arthur, James Stewart, Barbara Stanwyck, Cary Grant i Donna Reed. Capra je naveo Jean Arthur kao "svoju omiljenu glumicu".
Caprini filmovi iz tridesetih godina doživjeli su veliki uspjeh na Oscarima. Dogodilo se jedne noći je bio prvi film koji je osvojio svih pet glavnih Oscara, najbolji film, najbolji redatelj, najbolji glumac, najbolja glumica i najbolji scenarij. Capra je 1936. osvojio svog drugog Oscara za režiju za film Gospodin Deeds ide u grad, a 1938. je osvojio svoju treću nagradu u pet godina za U grob ništa ne nosiš koji je također osvojio Oscara za najbolji film. Osim tri pobjede u redateljskoj kategoriji, Capra je zaradio nominacije za tri druga filma (Dama za jedan dan, Gospodin Smith ide u Washington i Divan život). Bio je i domaćin osme dodjele Oscara, 5. ožujka 1936.
Iako su ovi filmovi, koje su napisali ljevičari, težili uhvatiti duh New Deala, sam Capra je bio konzervativni republikanac koji nikad nije glasovao za predsjednika  Franklina D. Roosevelta, divio se  Francu i  Mussoliniju, a kasnije je za vrijeme McCarthyjeve ere služio kao FBI-jev tajni doušnik.

### Drugi svjetski rat
Između 1942. i 1948., kad je snimio State of the Union, Capra je režirao i surežirao osam ratnih dokumentaraca uključujući Uvod u rat (1942.), Nacistički napad (1942.), Bitka za Britaniju (1943.), Podijeli i osvoji (1943.), Upoznaj svog neprijatelja Japan (1945.), Tuniška pobjeda (1945.) i Two Down and One to Go (1945.). Njegov dokumentarac dobitnik Oscara, Zašto se borimo, smatra se remek-djelom propagande. Capra se, između ostalog, suočio s izazovom da uvjeri izolacionističku naciju da uđe u rat, ukine segregaciju u vojsci i udruži se s Rusima. Capra će ove filmove nazvati svojim najvažnijim radom, čin suprotstavljanja filmovima njemačke redateljice Leni Riefenstahl, posebno Trijumfu volje. Uvod u rat je 1942. osvojio Oscara za najbolji dokumentarac.

### Poratna karijera
Iako je Divan život prvotno smatran komercijalnim promašajem, nominiran je za pet Oscara, uključujući najboljeg redatelja i najbolji film, najboljeg glumca, najbolji zvuk i montažu. Film je drugi život doživio na televiziji gdje je više godina prikazivan u božićno vrijeme. Zbog propusta u zaštiti autorskih prava, film je zapao u zaborav, a televizijske postaje su smatrale da ga imaju pravo prikazivati bez plaćanja naknada. Novim prikazivanjem, film je postao božićni klasik.
Američki filmski institut ga je proglasio jednim od najboljih filmova ikad snimljenih stavivši ga na popis najinspirativnijih filmova svih vremena. Film se pojavio i na AFI-jevom Top 100: zauzeo je 11. mjesto na popisu najboljih filmova svih vremena.
Caprin posljednji film bio je Šešir pun čuda iz 1961. s  Glennom Fordom i Bette Davis. Kasnije u tom desetljeću je planirao snimiti SF film, ali nikad nije započeo s pretprodukcijom. Umjesto toga je producirao nekoliko specijala povezanih sa znanošću za Bell telephone System, kao što je "The Strange Case of the Cosmic Rays".
Caprini filmovi obično nose jasnu poruku o temeljnim vrijednostima ljudske prirode i pokazuju vrijednost nesebičnosti i marljivosti. Njegove blagotvorne, lagane teme dovele su do toga da njegova djela nazovu 'Capra-corn'. Međutim, mnogi drugi koji vide pozitivne aspekte Caprinih radova preferiraju izraz "Caprasque".

### Capra u medijima
1971. je objavio svoju autobiografiju, Ime iznad naslova. Neki smatraju da nije u potpunosti pouzdana u smislu datuma i činjenica; jedan je komentator primijetio da "se čini da je lažna praktično od početka do kraja".
Capra je bio predmet biografije Josepha McBridea iz 1991., Frank Capra: The Catastrophe of Success. McBride u njoj suprotstavlja mnoga mišljenja koja je izazvala Caprina autobiografija.

### Smrt
Frank Capra umro je 1991. u La Quinti, Kalifornija od srčanog udara u snu u 94. godini. Pokopan je na groblju Coachella Valley u Coachelli, Kalifornija.

## Izabrana filmografija
- Snažni čovjek (1926.)
- Za Mikeovu ljubav (1927.)
- Moć medija (1928.)
- Čudesna žena (1931.)
- Platinasta plavuša (1931.)
- Gorki čaj generala Yena (1932.)
- Dama za jedan dan (1933.)
- Dogodilo se jedne noći (1934.)
- Broadway Bill (1934.)
- Gospodin Deeds ide u grad (1936.)
- Izgubljeni horizont (1937.)
- U grob ništa ne nosiš (1938.)
- Gospodin Smith ide u Washington (1939.)
- Upoznajte Johna Doea (1941.)
- Arsen i stare čipke (1944.)
- Bitka za Kinu (1944.)
- Divan život (1946.)
- State of the Union (1948.)
- Dolazi mladoženja (1951.)
- Rupa u glavi (1959.)
- Šešir pun čuda (1961.)

## Vanjske poveznice
- Frank Capra u internetskoj bazi filmova IMDb-u (engl.)